# Берсили
Берсили (фр. Bersillies) насеље је и општина у североисточној Француској у региону Север-Па д Кале, у департману Север која припада префектури Авне сир Елп.
По подацима из 2011. године у општини је живело 259 становника, а густина насељености је износила 91,52 становника/km². Општина се простире на површини од 2,83 km². Налази се на средњој надморској висини од 130 метара (максималној 154 m, а минималној 120 m).

## Демографија
| 1962. | 1968. | 1975. | 1982. | 1990. | 1999. | 2011. |
| ----- | ----- | ----- | ----- | ----- | ----- | ----- |
| 148   | 173   | 193   | 246   | 272   | 275   | 259   |

График промене броја становника у току последњих година